# كينيث أرو
كينيث أرو (بالإنجليزية: Kenneth Joseph Arrow) اقتصادي أمريكي حصل على جائزة نوبل في الاقتصاد في عام 1972
ولد في مدينة نيويورك في 23 أغسطس 1921 وتخرج من كلية نيويورك حيث حصل على درجة البكالوريوس في العلوم الاجتماعية بتخصص في الرياضيات عام 1940, ثم التحق بجامعة كولومبيا للدراسات العليا وتلقى الماجستر في الرياضيات 1941 وكان في الفترة من 1946-1949 طالب دراسات عليا في جامعة كولومبيا. أصبح في الفترة من 1948إلى 1949 باحثا في الاقتصاد في جامعة شيكاغو أي برتبة أستاذ مساعد في الاقتصاد.
عمل في عام 1948 والسنوات اللاحقه في مؤسسة راندRAND وفي عام 1949 عمل أستاذ مساعدفى الاقتصاد والإحصاء في جامعة ستانفورد حتى عام 1968 أصبح في النهاية أستاذ علوم الاقتصاد والإحصاء وبحوث العمليات. في نفس هذه الفترة كان زميل بحوث العلوم الاجتماعية وفي 1952 أصبح زميل في مركز الدراسات المتقدمة في العلوم السلوكيه، وفي الفترة 1956-1957 كان اقتصادي في مجلس المستشارين الاقتصاديين وفي عام 1962 أصبح رئيس قسم الاقتصاد في ستانفورد ومن عام 1953إلى1956 أصبح زميل كلية تشرشل (كامبردج) وعاد إليها مرة ثانية من عام 1962 إلى 1963، ثم عاد إليها مرة ثالثة من عام 1963 إلى 1964 ومرة أخرى في 1970.
في عام 1964 عمل أستاذ زائر في معهد الدراسات المتقدمة في فيينا ومرة أخرى عام 1971. وفي عام 1968 أستاذ الاقتصاد بجامعة هارفارد وقد حصل على ميدالية جون بايتس كلارك من الرابطة الاقتصادية الأمريكية عام 1957 وتم انتخابه عضوا في الاكاديميه الوطنية للعلوم والفلسفيه الأمريكية، كما أنه زميل في الاكاديميه الأمريكية للفنون والعلوم، والاقتصاد الرياضي، ومعهد الإحصاء الرياضي والجمعية الاحصائية الأمريكية، حصل على الدكتورراة الفخريه في القانون من جامعة شيكاغو عام 1967، ومن جامعة نيويورك 1972 ودكتوراه في العلوم الاجتماعية والاقتصادية من جامعة فيينا عام 1971, كان رئيسا لكلا من جمعية الاقتصاد في عام 1956، ومعهد العلوم الإدارية في 1963، والرئيس المنتخب للرابطة الاقتصادية الأمريكية لعام 1972.

## روابط خارجية
- كينيث أرو على موقع الموسوعة البريطانية (الإنجليزية)
- كينيث أرو على موقع مونزينجر (الألمانية)
- كينيث أرو على موقع إن إن دي بي (الإنجليزية)